# Мачикашу (Клуж)
Мачикашу (рум. Măcicașu) насеље је у Румунији у округу Клуж у општини Кинтени. Oпштина се налази на надморској висини од 410 m.

## Становништво
Према подацима из 2002. године у насељу је живело 275 становника.

### Попис2002.
| Расподела становништва по националности 2002.‍ | Расподела становништва по националности 2002.‍ | Расподела становништва по националности 2002.‍ | Расподела становништва по националности 2002.‍ | Расподела становништва по националности 2002.‍ |
| --------------------------------------------- | --------------------------------------------- | --------------------------------------------- | --------------------------------------------- | --------------------------------------------- |
|                                               |                                               |                                               |                                               |                                               |
| Румуни                                        | Румуни                                        |                                               | 221                                           | 80,4%                                         |
| Мађари                                        | Мађари                                        |                                               | 54                                            | 19,6%                                         |